# Раздела
Раздела е високо билно понижение (седловина) в Северозападна Рила на 2410 m н.в. Той е важен орографски възел и средище на няколко туристически пътеки.
Намира се в северозападното подножие на връх Дамга. Преходът между Мальовишкото и Отовишкото било тук е добре изразен. Тази част от билото се явява и вододел между циркуса на Седемте езера (р. Джерман) и Голямо Пазардере (р. Дупнишка Бистрица), а на север от Раздела е вододелният хребет между Седемте езера (р. Джерман) и Чанакгьолските езера (р. Прави Искър). От Раздела на североизток се отделя хребетът Зелени рид.

## Туристически маршрути
Раздела е кръстопът на туристически маршрути. Пътеката на северозапад води към циркуса на Седемте езера и после се разклонява към хижите Седемте езера, Рилски езера и Скакавица. Пътеката на изток върви по Зелени рид за долината на Черни Искър, има разклонения към Чанакгьолския циркус и Урдиния циркус. На юг се отправя пътека към хижа Мальовица с разклонение за Рилския манастир, а в посока запад – пътека за хижа Иван Вазов.

## Азимути
При лоша видимост ориентирането в района на Раздела е трудно, въпреки маркировката, и трябва да става с компас. Азимути от главния маркировъчен стълб на Раздела: към х. Иван Вазов – 220°, към Зелени рид – 40°, към връх Дамга – 120° и към х. Седемте езера (по лятната пътека) – 330°.